# Lirceus culveri
Lirceus culveri is een pissebed uit de familie Asellidae. De wetenschappelijke naam van de soort is voor het eerst geldig gepubliceerd in 1976 door Estes & Holsinger.